# Paradoks dvojčkov
Paradóks dvójčkov (včasih tudi paradoks ur) je fizikalni (za sedaj še miselni preskus), ki upošteva posebno teorijo relativnosti, hitrost in čas.
Imamo enako stara dvojčka. Eden od njiju odide na pot z vesoljskim plovilom in se pri tem giblje s hitrostjo blizu hitrosti svetlobe c v vakuumu. Ko se čez več let vrne spet na Zemljo, opazi, da je dvojček, ki je živel na Zemlji, nekoliko starejši. Ta pojav je nastal zaradi podaljšanja časa, ki ga je občutil potujoči dvojček, ko je potoval. Če smo natančni on ni občutil podaljšanja časa - zanj je čas tekel čisto enako kot na Zemlji. Če pa primerjamo čas glede na dvojčka, ki je miroval na Zemlji, je podaljšanje stvarno.